# جو شابمان
جو شابمان (بالإنجليزية: Joe Chapman)‏ هو لاعب إسكواش بريطاني، ولد في 22 يوليو 1990.

## وصلات خارجية
- جو شابمان على موقع الاتحاد الدولي لمحترفي الاسكواش (مؤرشف) (الإنجليزية)
- جو شابمان على موقع SquashInfo.com (الإنجليزية)